# Kristall Saratov
Pour les articles homonymes, voir Kristall (homonymie).
Le Kristall Saratov est un club de hockey sur glace de Saratov en Russie. Il évolue dans la VHL, le second échelon russe.

## Historique
- Le club est créé en 1948 sous le nom de Bolchevik Saratov.
- En 1949, il est renommé Nauka Saratov.
- En 1950, il est renommé Iskra Saratov.
- En 1954, l’Iskra Saratov se retire.
- En 1958, le Trud Saratov prend la suite de l’Iskra Saratov.
- En 1961, il prend le nom d’Avangard Saratov.
- En 1965, il prend le nom d’Energiya Saratov.
- En 1969, il prend le nom de Kristall Saratov.

## Palmarès
- Vainqueur de la Vyschaïa Liga : 1967, 1974, 1976.